# Mustafa Mujkanović
Mustafa ef. Mujkanović (Suha pokraj Bratunca, 5. siječnja 1950. − 13. svibnja 1992.), bosanskohercegovački je teolog bošnjačkog podrijetla, glavni imam Medžlisa Islamske zajednice Bratunac i prvi imam koji je ubijenom tijekom rata u Bosni i Hercegovini. 

## Životopis
Mustafa Mujkanović je rođen 1950. godine u mjestu Suha pokraj Bratunca od roditelja Miralema i Hate. Završio je Osnovnu školu Vuk Karadžić (1957.-1965.). Nakon osnovne škole završio je Gazi Husrev-begovu medresu u Sarajevu koja je tada bila pet godina (1965.-1970.). Oženio se 1979. godine Nizamom Mašić te su roditelji dvoje djece, kćerke i sina. Upisao je izvanredni studij orijentalistike. Bio je član Sabora Islamske zajednice u Bosni i Hercegovini.
Mustafa ef. Mujkanović je početkom rata u Bosni i Hercegovini svoju obitelj odveo u Tuzlu. On se vratio u Bratunac kazavši da ono što bude s njegovog naroda neka bude i s njim. Završio je u logoru zajedno sa svojim džematlijama. Nakon strašnog maltretiranja ubijen je 13. svibnja 1992. godine u Osnovnoj školi Vuk Karadžić. Njegovi posmrtni ostatci pronađeni su 2004. godine u sekundarnoj masovnoj grobnici u Blječevu. Ukopan je 2007. godine u haremu Gradske džamije u Bratuncu.
Tezkiretnamom je ime Mustafe ef. Mujkanovića svrstano u prvu kategoriju ličnosti čiji opći značaj obavezuje na institucionalno obilježavanje godišnjica na nivou cijele Islamske zajednice u Bosni i Hercegovini.

## Ubojstvo
Jedne večeri u logor Osnovne škole Vuk Karadžić je ušlo nekoliko srpskih vojnika, od kojih je jedan povikao "ima li ovdje 'odža". Mustafa je stajao, dok smo ostali sjedili jedan na drugom. Nije se odmah javio. Kada je ovaj drugi put povikao "ima li ovdje 'odža" psujući mu dijete, podigao je ruku i rekao da je on Mustafa ef. Mujkanović. Vojnik ga je pozvao, a onda su ga njih trojica kocima koje su držali u rukama počeli udarati. Začuo se samo njegov uzdah "ah, majko moja"... Jedan od njih izvukao je flašu  piva ispod stola pokušavajući mu je ugurati u usta i natjera ga da popije pivo, ali bi Mustafa ef. odmah ispljunuo ono što su mu sasuli u usta. Zarobljenici su bili prisutni kada su mučitelji Mustafu ef. Mujkanovića udarili kocem u zatiljak, od čega mu je mozak ispao, nakon čega je iznesen u dvorište škole. Posljednje što su mu uradili, odsjekli su mu jezik.

## Vanjske povezice
- Dostojanstvo u misiji plemenitog alima rahmetli Mustafa-ef. Mujkanovića, muftijstvotz.ba (boš.)